# Тишки
Тишки́ — село в Україні, в Лубенській громаді Лубенського району Полтавської області та було раніше адміністративним центром Тишківської сільської ради, якій підпорядковувалось село Крутий Берег. Населення становить 240 осіб.

## Назва
За переказами, назва села походить від імені запорозького козака Тишка, котрий був поранений в бою з поляками біля села Хитці, де і залишився, збудувавши курінь та одружившись із місцевою дівчиною. 

## Географія

### Розташування
Село Тишки розташоване на обох берегах річки Удай. Вище за течією на відстані 3 км розташовані села Крутий Берег та Хитці, нижче за течією на відстані 1 км розташоване село Луки. Річка в цьому місці звивиста, утворює лимани, стариці та заболочені озера.

## Топоніми

### Урбаноніми
В Тишках нараховується 5 вулиць та 1 провулок:
Вулиці:
- Лісова
- Садова
- Степова
- Центральна (Леніна)
- Штиря

Провулки:
- Центральний

## Історія
Перша згадка про село в історичних документах датується XVII століттям, а саме за універсалом гетьмана Війська Запорозького Івана Брюховецького, датованого 12 липня 1664 року, козацький курінь, що виріс поблизу села Хитці отримав назву хутір Тишка. 22 січня 1653 року гетьман Богдан Хмельницький видав універсал, за яким хутір був подарований гетьманом Лубенському Мгарському монастиреві.
За Генеральним слідством про маєтності 1729—1730 років село належить до Лубенської сотні Лубенського полку та налічує 45 дворів; у 1781 році налічує вже 119 дворів та увійшло до складу Лубенського повіту Київського намісництва. 1787 року власником села стає земський суддя Іван Кулябка. З 1796 року Тишки перебувають у складі Малоросії, а з 1802 року — Полтавської губернії. За переписом 1859 року власницьке і козацьке село налічує 136 дворів з 857 мешканцями. Тут мешкають казенні люди різних звань та козаки, закладено Свято-Георгіївську церкву, щороку у травні та січні відбуваються ярмарки.
Від 1900 року Тишки стають центром однойменної волості, до складу якої ввійшло три громади, а також засновано земську школу, що містилася у глиняній хаті під солом'яною стріхою. У 1910 році земством збудоване приміщення нової школи. На той час у селі налічувалося 179 господарств з 1096 мешканцями, 617 десятин орної землі, а всього посівів 549 десятин. Місцеве населення займається землеробством, плетінням кошиків та інших виробів з виноградної лози.
29 листопада 1917 року збори селян Тишків вирішили вимагати негайного миру та довести цю вимогу до Всеукраїнської Ради військових депутатів.
У 1918 році в селі розпочалася радянська окупація, створено революційний комітет, а у 1920 році створено волосний виконавчий комітет та сільську раду, відкрито початкову школу.
Від 1926 року Тишки стає центром сільської ради Вовчицького району Лубенської округи. 1931 року організовано перші сільськогосподарські артілі «Незаможник», «Нове життя» та «Паризька комуна», які під час колективізації об'єдналися в колгосп імені XVII з'їзду КПРС, пізніше перейменований на колгосп імені газети «Правда», першим головою якого був Фесенко Родіон Мусійович.
Під час німецької окупації 74 мешканці села вивезено на примусові роботи до Німеччини. 
У жорстоких боях за село загинуло 13 вояків 289-ї стрілецької дивізії 26-ї армії, яких було поховано у центрі села. Село остаточно було визволено на початку 1944 року. На полях битв Другої світової війни загинуло 89 односельців. 
У 1957 році, на вшанування пам'яті загиблих визволителів села та місцевих мешканців, що загинули за роки війни в Тишках на спільному похованні вояків Червоної армії, полеглих під час визволення села відкрито пам'ятник.
У повоєнні роки село поступово піднімається з руїн. Щорічно у літній період в приміщенні школи розміщується табір, де оздоровлюється близько 80 дітей колгоспників з району. Колективне господарство спеціалізувалося на вирощуванні зернових культур та тваринництві; збудувало корівники, тракторну бригаду, автогараж, хімсклад; зведені житлові будинки для механізаторів та тваринників, дитячий садок, будинок культури, при якому діє фольклорно-етнографічний ансамбль. Очолюваний Баленко Ганною Тимофіївною колектив ансамблю «Діброва» бере участь у різних конкурсах та концертах, з яких повертався з відзнаками та подарунками. У 1985 році йому присвоєно звання «Народний самодіяльний колектив».
12 червня 2020 року, відповідно до розпорядження Кабінету Міністрів України № 721-р «Про визначення адміністративних центрів та затвердження територій територіальних громад Полтавської області», село увійшло до складу Лубенської міської громади.
19 липня 2020 року, в результаті адміністративно - територіальної реформи та ліквідації Лубенського району(1923-2020), село увійшло до складу новоутвореного Лубенського району.

## Населення
Згідно з переписом УРСР 1989 року чисельність наявного населення села становила 439 осіб, з яких 183 чоловіки та 256 жінок.
За переписом населення України 2001 року в селі мешкало 318 осіб.

### Мова
Розподіл населення за рідною мовою за даними перепису 2001 року:
| Мова       | Відсоток |
| ---------- | -------- |
| українська | 99,37 %  |
| російська  | 0,63 %   |

## Економіка
Економічну частину села складає група різногалузевих виробництв, де працює левова частка населення села. Зокрема, на території населеного пункту діють наступні підприємства:
- ТзОВ «Оберіг-2», що спеціалізується на вирощуванні зернових культур (крім рису), бобових культур і насіння олійних культур;
- приватне сільськогосподарське підприємство «Оберіг».

## Інфраструктура

### Освіта
У селі працює одна школа — Тишківська загальноосвітня школа I—II ступенів. Усі культурні заходи проходять в сільському Будинку культури, де щодня працює бібліотека.

### Послуги
- Надання універсальних послуг поштового зв'язку (пересилання простої та рекомендованої кореспонденції, бандеролей, передплата періодичних видань тощо) — пересувне відділення поштового зв'язку № 101 Нового формату Полтавської дирекції АТ «Укрпошта»[2].

## Пам'ятки
Біля Тишків в урочищі Малярщина виявлено поселення ранньої бронзи (III—II тисячоліття до н. е.) та кургани скіфського часу (IV—III ст. до н. е.), в урочищі Коломак — слов’янський курганний могильник (IX—X ст. н. е.), на якому розкопано 1 курган.

## Відомі люди
- Боценко Михайло Іванович — учасник ліквідації наслідків Чорнобильської катастрофи.
- Ірклієнко Микола Олексійович — учасник ліквідації наслідків Чорнобильської катастрофи.
- Падалка Василь Васильович — учасник ліквідації наслідків Чорнобильської катастрофи.
- Штиря Дем'ян Трохимович — учасник німецько-радянської війни 1941—1945 років, повний кавалер орденів Слави. На честь заслуженого земляка в селі названа вулиця, на якій він мешкав.